# Porzellan-Fabrik (Küps)
Porzellan-Fabrik ist eine Wüstung auf dem Gemeindegebiet des Marktes Küps im Landkreis Kronach (Oberfranken, Bayern).

## Geographie
Die Einöde lag auf einer Höhe von 306 m ü. NHN am Fabrikgraben, einem linken Zufluss der Rodach, und war von Acker- und Grünland umgeben. Im Osten verlief eine Vicinalstraße von Küps nach Burkersdorf.

## Geschichte
Porzellan-Fabrik bestand in der ersten Hälfte des 19. Jahrhunderts auf dem Gemeindegebiet von Küps. Dem Namen nach zu schließen wurde dort wohl Porzellan hergestellt. 1861 lebten in dem aus einem Gebäude bestehenden „Porzelanfabrik“ neun Einwohner. Über die weitere Entwicklung des Ortes gibt es in den Amtlichen Ortsverzeichnissen und topographischen Karten keine weiteren Angaben.

## Religion
Porzellan-Fabrik war evangelisch-lutherisch geprägt und nach St. Jakob (Küps) gepfarrt.